# Lawrence Brown
Lawrence Brown, född 3 augusti 1907 i Lawrence i Kansas, död 5 september 1988 i Los Angeles i Kalifornien, var en amerikansk jazztrombonist.
Brown började sin karriär 1932 när han slog sig ihop med Duke Ellington, en känd jazzkompositör och pianist. Brown fick mycket beröm för sin krämiga ton, härliga vibrato och sitt stora tonomfång. Han fick flera verk skrivna till sig, bland annat "Blue Cellophane" och "Golden Cress", som han spelade upp tillsammans med Ellingtons band.
1951 lämnade Brown Ellingtons band, för att istället gå med i ett band som en före detta medhjälpare till Ellington ledde. Efter några år lämnade han också det bandet och började jobba för CBS inspelningsstudio. De sista 10 åren gick han tillbaka till att spela i Ellingtons orkester. Han avslutade sin karriär 1970. 
Lawrence Brown inspirerade många andra trombonister genom att både spela tekniskt svåra stycken och melodiska ballader, båda lika professionellt. Trombonisten Quentin Jackson sade om Brown: "Ingen har någonsin hört en sådan trombonist. Jag har aldrig hört något så sjukt snabbt. Jag har aldrig hört en trombonist spela så, inte som Lawrence spelade på den tiden". (Dietrich, 74)
Ellington var mycket imponerad av Browns solistkonst, men framför allt av hans goda förmåga att ackompanjera sångare.